# Обергафель (район)
Обергафель (нім. Landkreis Oberhavel, буквальний переклад Верхня Гафель) — район у Німеччині, у землі Бранденбург. Центр району — місто Оранієнбург. Площа - 1 796 км². Населення становить 214 234 осіб (станом на 31 грудня 2020). Густота населення - 113 осіб/км². Офіційний код району - 12 0 65.

## Міста та громади
Район складається з 8 самостійних міст, 6 самостійних громад, а також одного міста і п'яти громад (нім. Gemeinden), об'єднаних в об'єднання громад (нім. Ämt).
Дані про населення наведені станом на 31 грудня 2020. Зірочкою (*) позначений центр об'єднання громад.
|  | Самостійні міста: 1. Геннігсдорф (26559) 2. Гоен-Ноєндорф (26380) 3. Креммен (7700) 4. Лібенвальде (4368) 5. Оранієнбург (45492) 6. Фельтен (12296) 7. Фюрстенберг (5782) 8. Цеденік (13307) Самостійні громади: 1. Біркенвердер (8132) 2. Глініке (12430) 3. Левенбергер-Ланд (8460) 4. Легебрух (6957) 5. Мюленбекер-Ланд (15430) 6. Оберкремер (11833) | Об'єднання громад: - Гранзе (9108) 1. Гранзе, місто * (5849) 2. Гросвольтерсдорф (778) 3. Зонненберг (845) 4. Шенермарк (451) 5. Штехлін (1185) |

## Населення
| Рік  | Населення |
| ---- | --------- |
| 1990 | 169.086   |
| 1991 | 167.015   |
| 1992 | 165.764   |
| 1993 | 166.214   |
| 1994 | 167.935   |
| 1995 | 170.505   |
| 1996 | 173.666   |
| 1997 | 178.353   |
| 1998 | 183.997   |
| 1999 | 189.191   |

| Рік  | Населення |
| ---- | --------- |
| 2000 | 192.123   |
| 2001 | 194.022   |
| 2002 | 195.399   |
| 2003 | 197.055   |
| 2004 | 198.550   |
| 2005 | 200.184   |
| 2006 | 201.289   |
| 2007 | 201.945   |
| 2008 | 202.331   |
| 2009 | 202.776   |

| Рік  | Населення |
| ---- | --------- |
| 2010 | 203.124   |
| 2011 | 201.199   |
| 2012 | 202.162   |
| 2013 | 203.012   |
| 2014 | 204.898   |
| 2015 | 207.524   |